# Casiphia
Casiphia is een kevergeslacht uit de familie van de boktorren (Cerambycidae). De wetenschappelijke naam van het geslacht werd voor het eerst geldig gepubliceerd in 1894 door Fairmaire.

## Soorten
Casiphia omvat de volgende soorten:
- Casiphia szechuana (Heyrovský, 1933)
- Casiphia yunnana Drumont & Komiya, 2002
- Casiphia takakuwai Komiya, 2009
- Casiphia vietnamica Drumont & Komiya, 2001
- Casiphia inopinata Hüdepohl, 1998
- Casiphia thibeticola Fairmaire, 1894